# 무방비 도시 (1945년 영화)
무방비 도시(이탈리아어: Roma città aperta)는 로베르토 로셀리니 감독의 1945년 흑백 영화이다. 마르첼로 파리에로와 알도 파브리치, 안나 마냐니 등이 출연했다.

## 줄거리
제2차 세계대전 말기의 나치 점령하의 로마. 레지스탕스의 한 사람인 만프레디(파리에로)는 친구 프란체스코의 집에 몸을 숨긴다. 그런데 그 집이 독일군대의 침입을 받아 프란체스코의 애인 피나(마냐니)는 사살당한다. 결국 만프레디까지 체포되어 고문 끝에 죽고만다. 그들을 늘 도와주던 피에토마 신부(神父：파브리치)도 독일군대에 의하여 총살된다. <감상> 독일군의 점령으로부터 촬영을 시작한 로셀리니는 당시에 활약하던 레지스탕스의 여러 인물들을 등장시키고 실제로 사건이 일어났던 장소에 카메라를 가지고 가서 촬영을 했다고 한다. 그 때문에 화면에는 날카로운 현실감과 박력이 나타나, 네오 리얼리즘의 제1작품으로서 널리 반향을 불러 일으켰다. 드라마를 만들어 내고 한 커트씩 구도(構圖)를 결정하는 스타일인 종래의 연출(演出)을 행하지 아니하고, 레지스탕스적 입장에 서서 그 상황에 카메라가 참가하고 있는 듯한 액추얼리티를 구사하고 있다. 이것이 2차대전 후의 하나의 스타일이 되었다.

## 출연

### 주연
- 안나 마냐니
- 알도 파브리지

### 조연
- 비토 아니키아리코
- 난도 브루노
- 헨리 페이스트
- 지오바나 갈레티
- 마리아 미치

## 기타
- 미술: 로사리오 메그너